# الإمام الترمذي (مسلسل)
الترمذي هو مسلسل تاريخي إسلامي يدور حياة الإمام الترمذي، ذلك العالم الجليل الذي قضى حياته في جمع الأحاديث الصحيحة، فكان ينتقل بين البلاد الإسلامية لجمع الروايات والتأكد من صحتها. فهو أحد الأئمة الكبار الذين جمعوا الأحاديث وحفظوها ورتبوها وخلصوها من الروايات الموضوعة. كما يتناول المسلسل جهاد الإمام الترمذي ودفاعه عن الدين الإسلامي وتصديه لمؤامرات المجوس. وكذا لقاءاته مع الإمامين البخاري ومسلم. رحم الله الإمام الترمذي؛ فقد قدم نموذجاً للعالم الزاهد الواثق من علوم دينه.

## طاقم العمل

### الممثلون
| - محمد رياض: (الإمام الترمذي) - شيرين - فايزة كمال - طارق الدسوقي - أحمد راتب - ندى بسيوني - مصطفى متولي - وجدي العربي - إبراهيم خان - مدحت مرسي - عزة بهاء - سميرة عبد العزيز - عزيزة راشد - وفاء الحكيم - إيمان مسعود - أيمن عزب - جيهان الفرماوي - رشوان سعيد - خالد الذهبي - عبد المنعم سعد - خالد العيسوي | - جمال زغلول - أحمد حافظ - يوسف حسين - سليمان عيد - عادل خلف - السيد زيد - ناصر شاهين - عاصم نجاتي - وفاء السيد - صبحي خليل - مصطفى القسط - عبد الرحمن حامد - مايسة الرباط - عادل أحمد - محمد بليه - محمد توفيق - احمد فاروق - أحمد الطوخي - رشدي متولي - إبراهيم بعلوشة - محمد لطفي | - أحمد رفعت - ملكة عبد العزيز - حمادة عبد الحليم - محمد إمام - عبد العزيز عيسى - أحمد الطماني - غادة إبراهيم - سيد جبر - عمرو هشام - رضا الجمال - ممدوح الخربوطلي - حسام الأشقر - أنور عبد المنعم - سيد الطيب - أسامة صبحى - رأفت طه - إبراهيم مسعود - علاء عبد الوهاب - عمرو محمد - سيد أبو حلاوة:(إسحاق بن راهويه معلم الترمذي) - مصطفى السيد | - محمد الدقن - خيري القليوبي - جمال عبد الحفيظ - جمال منصور - الشربيني يونس - أحمد سعيد - ماهر عبد الظاهر - راضي غانم - ضياء السويفي - عمرو عبد اللطيف - علي جمال الدين - متولي علوان - علي مصطفى - محمد منصور - محمد سراج - مظهر يونس - جمال عبد النبي - رأفت فوزي - محمد إبراهيم - خالد محمد |

## وصلات خارجية
- "المسلسلات التاريخية". اتحاد الإذاعة والتلفزيون المصري. مؤرشف من الأصل في 2011-12-14.
- الإمام الترمذي على اليوتيوب